# Collyria fuscipennis
Collyria fuscipennis là một loài tò vò trong họ Ichneumonidae.